# Condado de Reeves
O Condado de Reeves é um dos 254 condados do estado norte-americano do Texas. A sede do condado é Pecos, e sua maior cidade é Pecos.
O condado possui uma área de 6 843 km² (dos quais 16 km² estão cobertos por água), uma população de 13 137 habitantes, e uma densidade populacional de 2 hab/km² (segundo o censo nacional de 2000).
O condado foi criado em 1883.